# 脇田侑
脇田侑（日语：／ Wakita Yū，1984年11月4日—），日本女子羽毛球運動員，現已退役。岐阜縣出生，畢業於各務原市立川島中学校、県立岐阜商業高校及筑波大学，其後加入文溪堂及岐阜トリッキーパンダース，現時為岐阜トリッキーパンダース的羽毛球隊教練。

## 簡歷
2012年，脇田侑參加大阪羽毛球國際挑戰賽，與江藤理惠合作贏得女雙冠軍。

### 2013年世錦賽
2013年8月，脇田侑參加中國廣州舉行的世界羽毛球錦標賽，與江藤理惠出戰女子雙打項目。她們首圈以2比0力克中華台北組合晉級；第二圈面對15號種子、印尼的盖比·里斯蒂亚妮·伊马万/蒂亚拉·罗萨莉娅·努莱达赫，又以2比1（17-21、21-19、21-11）反勝對手；至第三圈才以0比2（12-21、19-21）不敵7號種子、中國的包宜鑫/钟倩欣，16強止步。
此後，脇田侑退出國際賽舞台，隨後退役。

## 主要比賽成績
只列出曾進入準決賽的國際賽事成績：
| 年份   | 賽事                       | 公開賽級別 | 項目     | 拍檔     | 成績   |
| ------ | -------------------------- | ---------- | -------- | -------- | ------ |
| 2007年 | 紐西蘭羽毛球大獎賽         | 大獎賽     | 女子雙打 | 山田青子 | 準決賽 |
| 2009年 | 菲律賓羽毛球黃金大獎賽     | 黃金大獎賽 | 女子雙打 | 江藤理惠 | 準決賽 |
| 2009年 | 老撾羽毛球國際挑戰賽       | 國際挑戰賽 | 女子單打 | －       | 準決賽 |
| 2009年 | 老撾羽毛球國際挑戰賽       | 國際挑戰賽 | 女子雙打 | 江藤理惠 | 準決賽 |
| 2009年 | 馬來西亞羽毛球國際挑戰賽   | 國際挑戰賽 | 女子雙打 | 江藤理惠 | 冠軍   |
| 2010年 | 奧地利羽毛球國際挑戰賽     | 國際挑戰賽 | 女子雙打 | 江藤理惠 | 冠軍   |
| 2010年 | 加拿大羽毛球大獎賽         | 大獎賽     | 女子雙打 | 江藤理惠 | 準決賽 |
| 2010年 | 美國羽毛球黃金大獎賽       | 黃金大獎賽 | 女子雙打 | 江藤理惠 | 亞軍   |
| 2010年 | 中華台北羽毛球黃金大獎賽   | 黃金大獎賽 | 女子雙打 | 江藤理惠 | 準決賽 |
| 2011年 | 瑞典斯德哥爾摩羽毛球國際賽 | 國際挑戰賽 | 女子雙打 | 江藤理惠 | 亞軍   |
| 2011年 | 波蘭羽毛球國際賽           | 國際挑戰賽 | 女子雙打 | 江藤理惠 | 冠軍   |
| 2012年 | 伊朗羽毛球國際挑戰賽       | 國際挑戰賽 | 女子單打 | －       | 亞軍   |
| 2012年 | 伊朗羽毛球國際挑戰賽       | 國際挑戰賽 | 女子雙打 | 江藤理惠 | 冠軍   |
| 2012年 | 越南羽毛球國際挑戰賽       | 國際挑戰賽 | 女子雙打 | 江藤理惠 | 準決賽 |
| 2012年 | 大阪羽毛球國際挑戰賽       | 國際挑戰賽 | 女子雙打 | 江藤理惠 | 冠軍   |
| 2012年 | 馬爾代夫羽毛球國際挑戰賽   | 國際挑戰賽 | 女子單打 | －       | 亞軍   |
| 2012年 | 馬爾代夫羽毛球國際挑戰賽   | 國際挑戰賽 | 女子雙打 | 江藤理惠 | 亞軍   |
| 2013年 | 波蘭羽毛球公開賽           | 國際挑戰賽 | 女子雙打 | 江藤理惠 | 冠軍   |
| 2013年 | 法國羽毛球國際賽           | 國際挑戰賽 | 女子雙打 | 江藤理惠 | 冠軍   |
| 2013年 | 大阪羽毛球國際挑戰賽       | 國際挑戰賽 | 女子雙打 | 江藤理惠 | 冠軍   |
| 2013年 | 荷蘭羽毛球國際賽           | 國際挑戰賽 | 女子雙打 | 江藤理惠 | 冠軍   |

| 2007-2017年 | 首要超級賽 | 超級賽 | 黃金大獎賽 | 大獎賽 | 國際挑戰賽 | 國際系列賽 | 未來系列賽 | 其他 |

### 奧運會和世錦賽參賽紀錄
|          | 搭檔     | 2013 |
| -------- | -------- | ---- |
| 女子雙打 | 江藤理惠 | 16強 |